# Западный Дунантуль

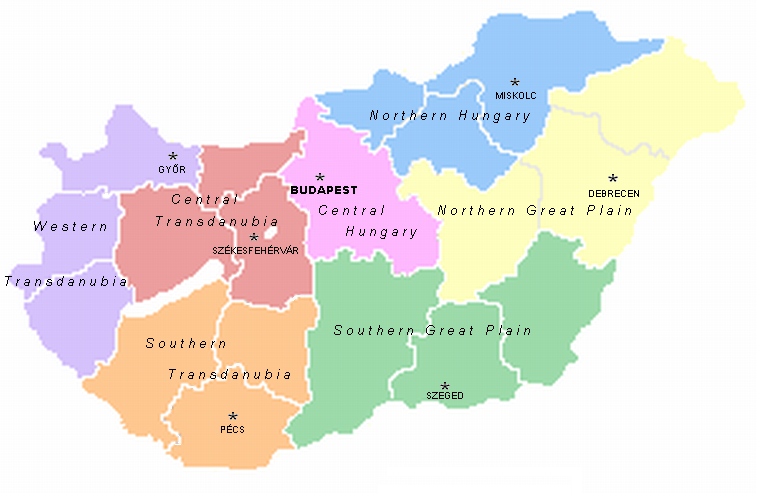
Регионы Венгрии

Западный Дунантуль   (венг. Nyugat-Dunántúl) — статистический (NUTS 2) регион Венгрии, включающий медье Дьёр-Мошон-Шопрон, Ваш, Зала. Граничит с Австрией, Словакией, Словенией и Хорватией, поэтому считается «воротами на Запад».
Площадь региона составляет 11 209 км². (шестой по площади регион Венгрии). Население — 994 698 человек (данные 2011 года). Уровень безработицы в 2001 году составлял 4,1 %.
Регион имеет квалифицированную рабочую силу. Наиболее развитые отрасли: машиностроение, лёгкая промышленность и пищевая промышленность. Медье Дьёр-Мошон-Шопрон считается одним из самых привлекательных для инвестирования.
Основные значимые города — Дьёр и Шопрон.